# Wang Yanwen
Dans ce nom chinois, le nom de famille, Wang, précède le nom personnel.
Pour les articles homonymes, voir Wang (patronyme).
Wang Yanwen (en chinois : 王妍雯), née le 27 mars 1999 à Liaoning, est une footballeuse internationale chinoise. Elle joue au poste d'attaquante au Beijing BG Phoenix. Elle évolue au sein de l'équipe nationale depuis 2021.

## Biographie
Avec les moins de 20 ans, elle participe à la Coupe du monde des moins de 20 ans en 2018. Lors du mondial junior organisé en France, elle joue deux matchs.
Elle fait ensuite partie des 22 joueuses retenues afin de participer aux Jeux olympiques d'été de 2020, organisés lors de l'été 2021 au Japon. Elle marque le premier but de sa carrière internationale lors de ce tournoi face aux Pays-Bas lors d'une défaite huit buts à deux.